# Mars Atmosphere and Volatile Evolution
MAVEN (від англ. Mars Atmosphere and Volatile EvolutioN — «Еволюція атмосфери і летких речовин на Марсі») — американський штучний супутник для дослідження атмосфери Марса, ⁣ є частиною проєкту Mars Scout. Десятий за рахунком марсіанський орбітальний апарат НАСА, починаючи із запущеного в 1971 р. зонда Mariner 9.
Основною метою місії є вивчення сучасного стану та еволюції атмосфери Марса, зокрема, втрати планетою своєї атмосфери. Зонд MAVEN повинен провести наукові вимірювання швидкості втрати атмосфери, що дозволить зрозуміти, яку роль зіграла втрата в ході зміни марсіанського клімату. MAVEN стане останньою в серії місій НАСА, призначених для пошуку та вивчення слідів води, органічних речовин і «екологічних ніш», придатних для життя в минулому Марса.
Загальна вартість проєкту MAVEN становить 671 млн $.

## Історія
15 листопада 2008 НАСА оголосило про прийняття проєкту MAVEN. Вартість проєкту становить 485 мільйонів доларів. У жовтні 2010 року апарат почали втілювати в метал. 27 вересня 2011 було оголошено, що готовий корпус апарата. У середині серпня 2012 були протестовані двигуни апарата.
На початку вересня 2012 року було оголошено, що фахівці приступили до збірки апарата, яка зайняла п'ять місяців. 9 лютого 2013 збірка апарата була завершена. Протягом наступних кількох місяців апарат проходив випробування на стійкість до вібрації, умовам вакууму, екстремально високих і низьких температур, перевантажень і космічної радіації.
2 грудня 2012 було проведено робочу нараду, на якій обговорювалася програма MAVEN. Були представлені програма польоту, характеристики космічного апарата і наукові інструменти. Крім того, обговорювалося набір даних і наукові результати, які планується отримати в результаті виконання програми.
5 серпня 2013 апарат був доставлений в космічний центр Кеннеді, де пройшла остаточна підготовка до запуску. Перевірка показала, що при транспортуванні апарат не отримав пошкоджень, після чого почалася збірка. Далі пішли перевірки програмного забезпечення і системи розгортання сонячних батарей.
У жовтні 2013 через в США розпочалася бюджетна криза і була припинена робота державних органів. Це стосувалось і НАСА. У результаті виник ризик зриву запуску MAVEN в намічений термін і перенесення його на 2016 рік. Однак було прийнято рішення, згідно з яким місія MAVEN відповідає критеріям, що допускає виключення з режиму зупинки роботи держструктур.
18 листопада 2013 автоматична міжпланетна станція була запущена до Марса.

## Історія марсіанського клімату
Колись на Марсі атмосфера була щільнішою, а на його поверхні тривалий час існувала вода в рідкому вигляді[джерело?]. Таке середовище, теоретично, могло бути придатним для існування мікроорганізмів, оскільки наявність води в рідкому вигляді є необхідним фактором для життя, яким ми його знаємо. Однак, внаслідок кардинальної зміни клімату, велика частина атмосфери була втрачена Марсом. Деякі геологічні особливості, такі, наприклад, як висохлі річище і мінерали, формування яких в земних умовах вимагає наявності води, свідчать про наявність у минулому вологи на Марсі. Крім того, дуже старі кратери практично стерті з лиця Марса. Сучасна атмосфера не могла викликати такого руйнування. Вивчення швидкості утворення та ерозії кратерів дозволило встановити, що найсильніше вітер і вода руйнували їх близько 3,5 млрд років тому. Приблизно такий же вік мають і багато промоїн. Однак, в наші дні умови на марсіанській поверхні не дозволяють воді існувати в рідкому вигляді. Причини різких змін марсіанського клімату є загадкою.

## Вплив комет на атмосферу Марса
У грудні 2012 року була відкрита комета C/2013 A1 (МакНота). На момент відкриття було встановлено, що існує ймовірність 1:8000 її зіткнення з Марсом 19 жовтня 2014. У цьому випадку потужність вибуху могла скласти 20 млрд мегатонн у тротиловому еквіваленті, який залишив би кратер діаметром до 500 кілометрів. У цьому випадку могли б статися непередбачувані зміни клімату планети: зіткнення на швидкості 56 кілометрів на секунду підняло б в атмосферу гігантську кількість пилу, в результаті чого миттєво розтанули й випарувалися б величезні обсяги водяного льоду і замерзлої вуглекислоти. Це могло призвести до посилення парникового ефекту (водяна пара і вуглекислота є потужними парниковими газами) і глобальному потеплінню на Марсі.
У квітні 2013 НАСА опублікувало нові дані, згідно з якими зіткнення комети C/2013 A1 з Марсом малоймовірно. За новими оцінками, ймовірність цієї події становить 1:120 000 замість колишніх 1:8000. За розрахунками комета повинна пройти на відстані в 110 тисяч кілометрів від Марса о 18:51 GMT 19 жовтня 2014. У цьому випадку розмір коми — газової оболонки навколо ядра комети — повинен перевищити 100 тисяч кілометрів, а це означає, що комета торкнеться атмосфери планети.

## Мета програми
Апарат MAVEN має чотири основні наукові завдання:
- Визначити вплив втрат газів на кліматичні зміни Марса зараз і в минулому.
- Визначити поточний стан верхніх шарів атмосфери та іоносфери Марса і взаємодії їх із сонячним вітром.
- Визначити темпи втрати атмосфери, а також фактори, що впливають на цей процес.
- Визначити співвідношення стабільних ізотопів в атмосфері Марса. Ці дані можуть допомогти в дослідженні історії марсіанської атмосфери.

Крім того, MAVEN, який вийшов на орбіту Марса за місяць до максимального зближення комети C/2013 A1 (МакНота) з Марсом, зможе детально дослідити її вплив на марсіанську атмосферу.
Додатково MAVEN, ресурс якого розрахований до 2023 року, забезпечуватиме підтримку зв'язку з марсоходами Opportunity і Curiosity, які нині отримують сигнали з Землі і передають назад наукову і телеметричну інформацію через апарати Mars Odyssey і Mars Reconnaissance Orbiter, запущених відповідно у 2001 і 2005 роках і поступово виробляють свій ресурс. Пізніше, з 2016 року, MAVEN буде ретранслювати дані з апарата InSight, з 2018 року — з європейського марсохода проєкту «ЕкзоМарс», і з 2020 року — з марсохода Curiosity другого покоління.

## Наукове обладнання
На зонді MAVEN встановлено 8 приладів, що входять в три набори інструментів.
Particles and Fields Package («Набір для вивчення частинок і полів») — містить 6 інструментів для дослідження характеристик сонячного вітру та іоносфери планети. Створено в лабораторії космічних досліджень університету Берклі, штат Каліфорнія. Чотири інструменти створені в самій лабораторії; один створений спільно з лабораторією атмосферної та позаатмосферної фізики Колорадського університету в Боулдері; ще один — магнітометр — виготовлений в космічному центрі Годдарда.
Список інструментів, що входять у PFP:
- Solar Energetic Particle (SEP, «Сонячні високоенергетичні частинки»);
- Solar Wind Ion Analyzer (SWIA, «Аналізатор іонів сонячного вітру»);
- Solar Wind Electron Analyzer (SWEA, «Аналізатор електронів сонячного вітру»);
- SupraThermal and Thermal Ion Composition (STATIC, «Надгарячий і гарячий іонний склад»);
- Langmuir Probe and Waves (LPW, «Датчик ленгмюровських хвиль»);
- Magnetometer (MAG, Магнітометр) — пара індукційних магнітометрів.
- Remote Sensing Package (RSP, «Набір дистанційної реєстрації»), побудований в лабораторії атмосферної та позаатмосферної фізики Колорадського університету в Боулдері, спрямований на визначення загальних характеристик верхніх шарів атмосфери та іоносфери.

Список інструментів, що входять в RFP:
- Imaging Ultraviolet Spectrometer (IUVS) призначений для дослідження газового складу нижніх шарів атмосфери, зокрема, вимірювати концентрацію вуглекислого газу;
- Neutral Gas and Ion Mass Spectrometer (NGIMS, «Нейтральний та іонний мас-спектрометр»), створений в космічному центрі Годдарда, призначений для вимірювання співвідношень концентрацій іонів і нейтральних частинок, а також вивчення ізотопного складу атмосфери;
- Радіокомплекс «Електра» забезпечить передачу даних між MAVEN і Землею зі швидкістю від 1 Кбайт/c до 2 Мбайт/c;
- Бортовим комп'ютером зонда є одноплатний комп'ютер RAD750.

Безпосереднім пошуком слідів життя, якими зайнятий марсохід Curiosity, MAVEN займатися не буде. У складі його обладнання відсутній детектор, що дозволяє виявити присутність метану. Спочатку цей інструмент був запланований, але скорочення бюджету змусило розробників відмовитися від нього.

## Програма польоту

### Запуск
18 листопада 2013 року о 13:28 EST (18:28 UTC) відбувся запуск ракети-носія Атлас-5 (конфігурація 401) з апаратом MAVEN на борту зі стартового майданчика SLC-41, мис Канаверал.

### Переліт до Марса
- 3 грудня 2013 відбувся перший коригувальний маневр траєкторії зонда.
- У лютому 2014 відбувся другий коригувальний маневр траєкторії зонда.
- У середині липня 2014 відбувся третій коригувальний маневр траєкторії зонда.
- У середині вересня 2014 відбувся четвертий і останній коригувальний маневр траєкторії зонда.
- 22 вересня 2014, після 10 місяців польоту, MAVEN вийшов на еліптичну орбіту Марса (висота апоцентра — 6200 км; висота перицентра — 150 км).
- За наступні 5 тижнів MAVEN буде переведений на остаточну цільову орбіту; буде здійснена перевірка наукового обладнання та тестові вимірювання.

### Наукова фаза
Основна наукова програма розрахована на 1 земний рік. У цей час зонд MAVEN перебуватиме на еліптичній орбіті з висотою апоцентра 6000 км і висотою перицентра 150 км, проходячи на кожному витку через верхні шари атмосфери.
Буде зроблено п'ять «глибоких проходів» через атмосферу на висоті 125 км. Вимірювання, отримані в ході цих маневрів, допоможуть зібрати інформацію про нижні шари, довершуючи картину верхньої частини атмосфери Марса.

### Результати
В 2023 році NASA повідомило, що космічний зонд MAVEN, вперше, зареєстрував зникнення на Марсі потоків частинок з Сонця, тобто сонячного вітру. Завдяки цьому марсіанські атмосфера й магнітосфера розширилися на тисячі кілометрів. З'ясувалося, що під впливом сонячного вітру магнітосфера та іоносфера Червоної планети збільшилися на тисячі кілометрів, тобто їхній розмір став більшим приблизно втричі.

## Галерея

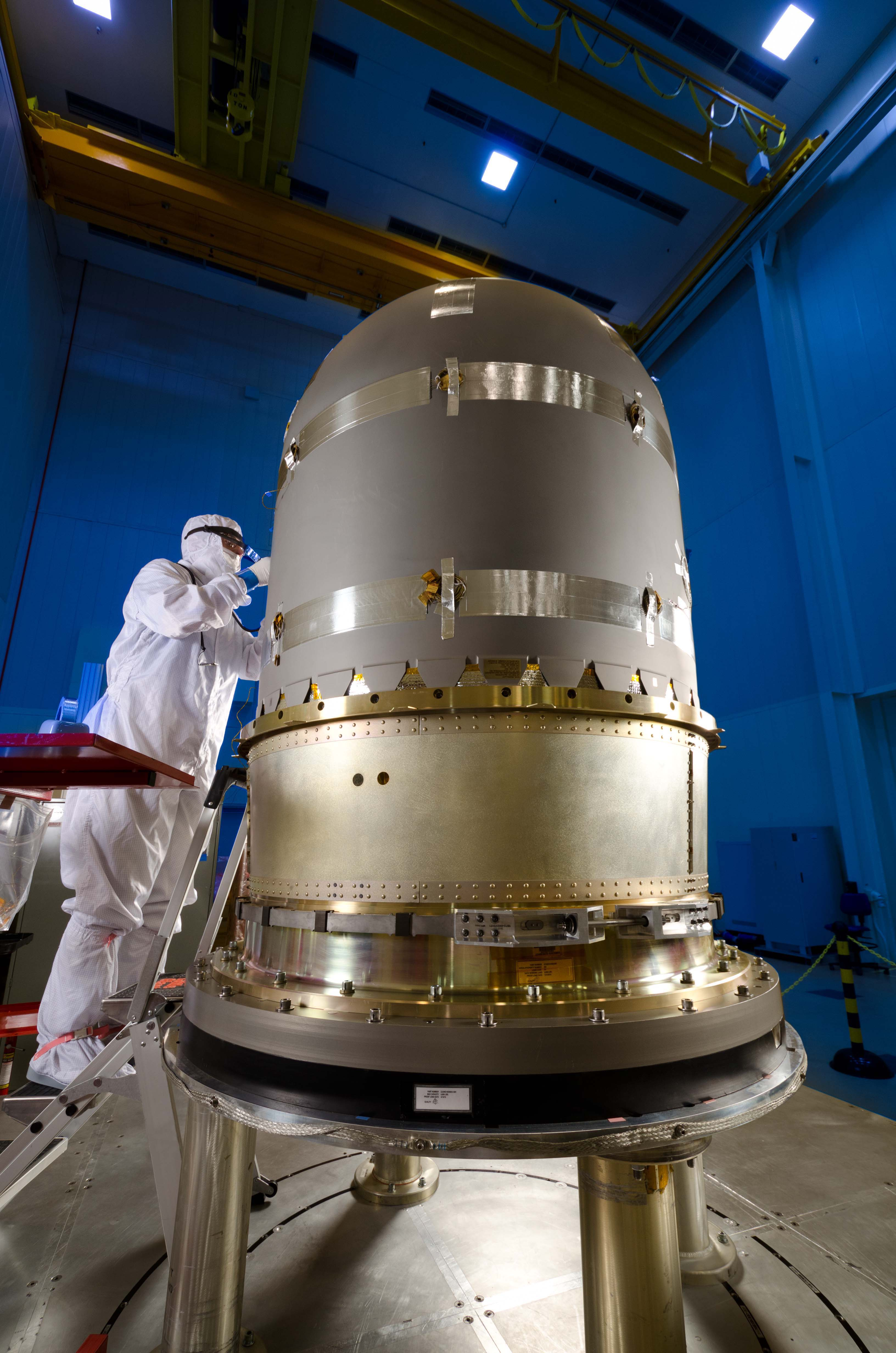
Підготовка зонду MAVEN
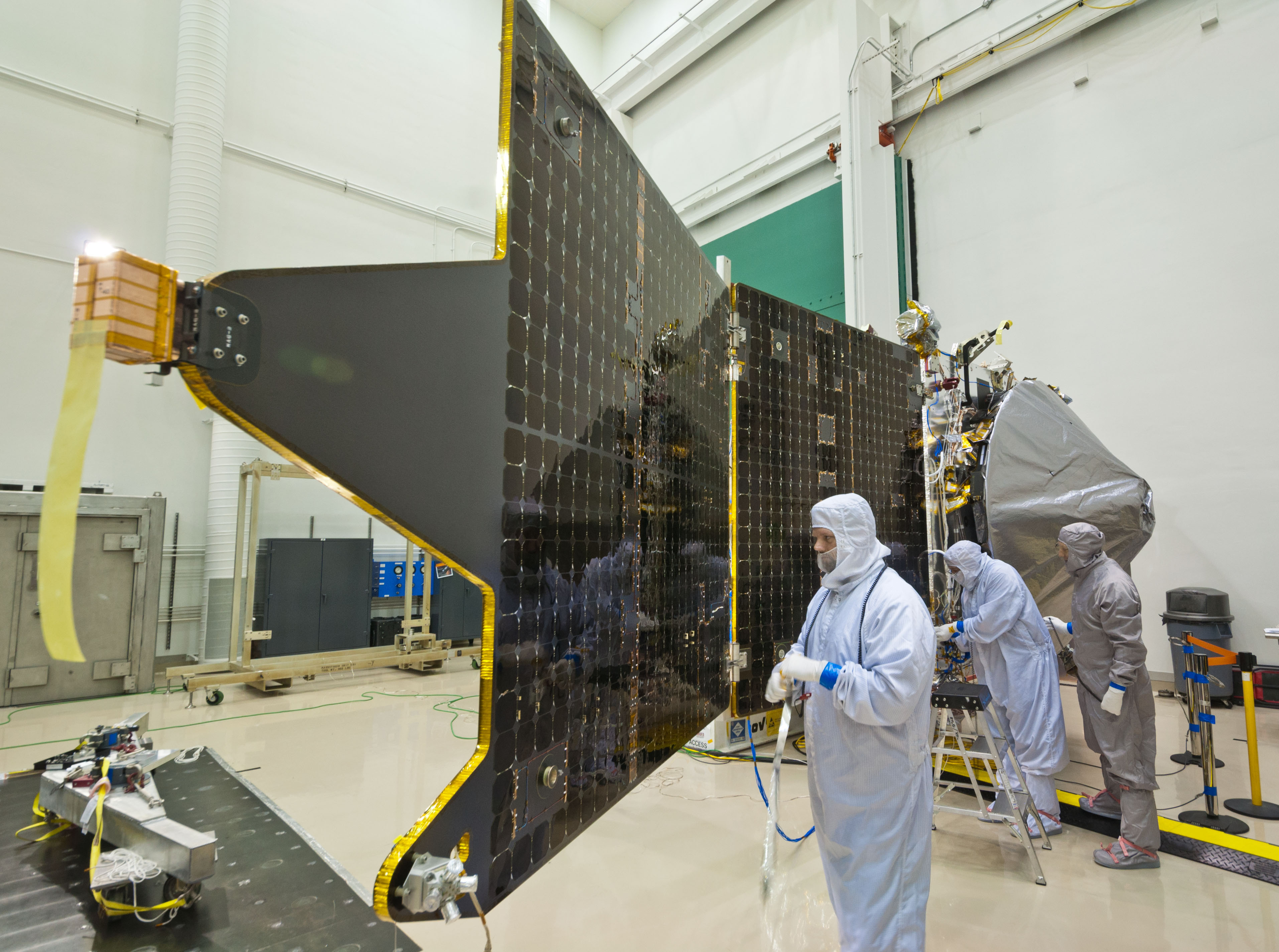
MAVEN в процесі збирання
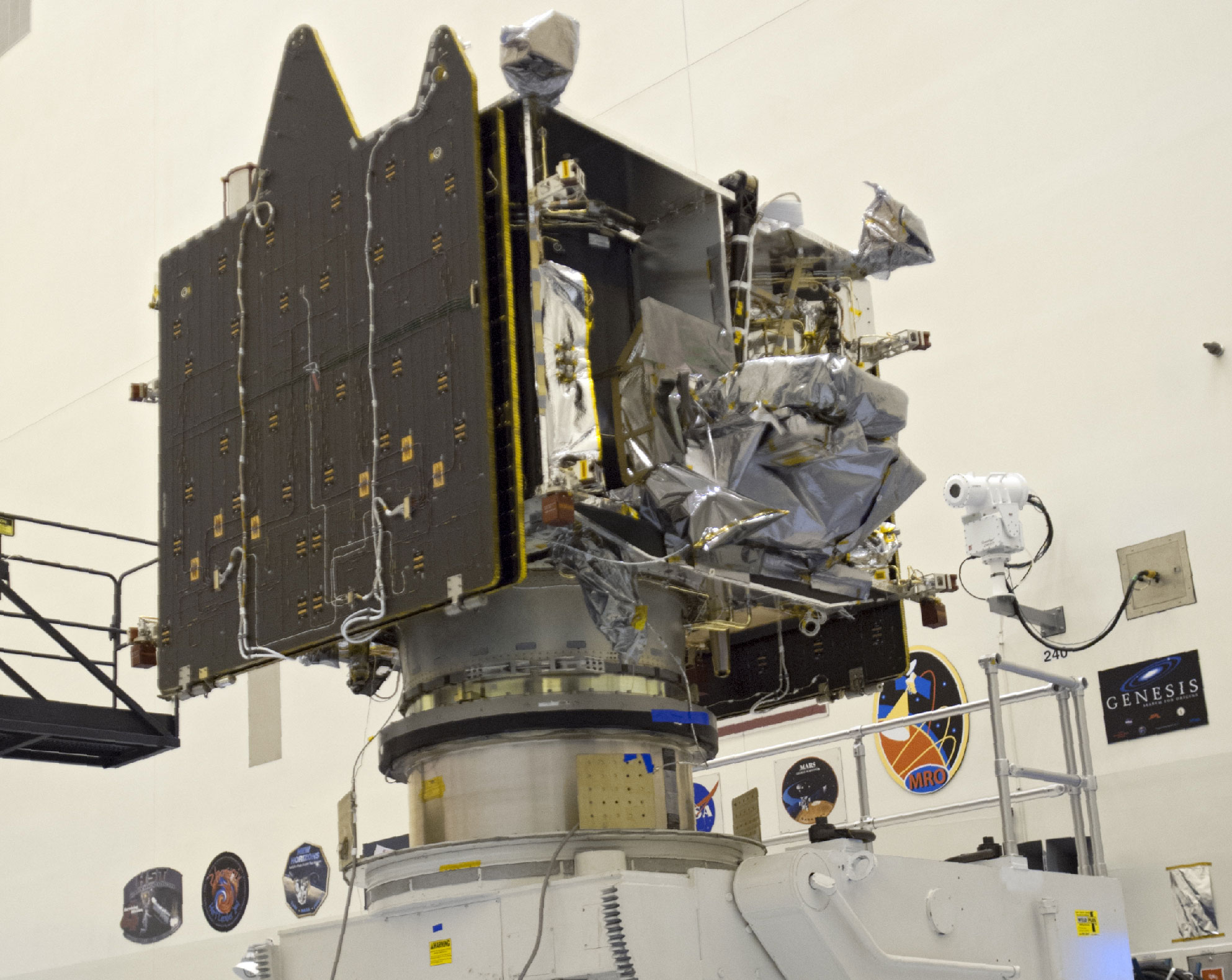
Перевірка MAVEN після доставки в космічний центр Кеннеді
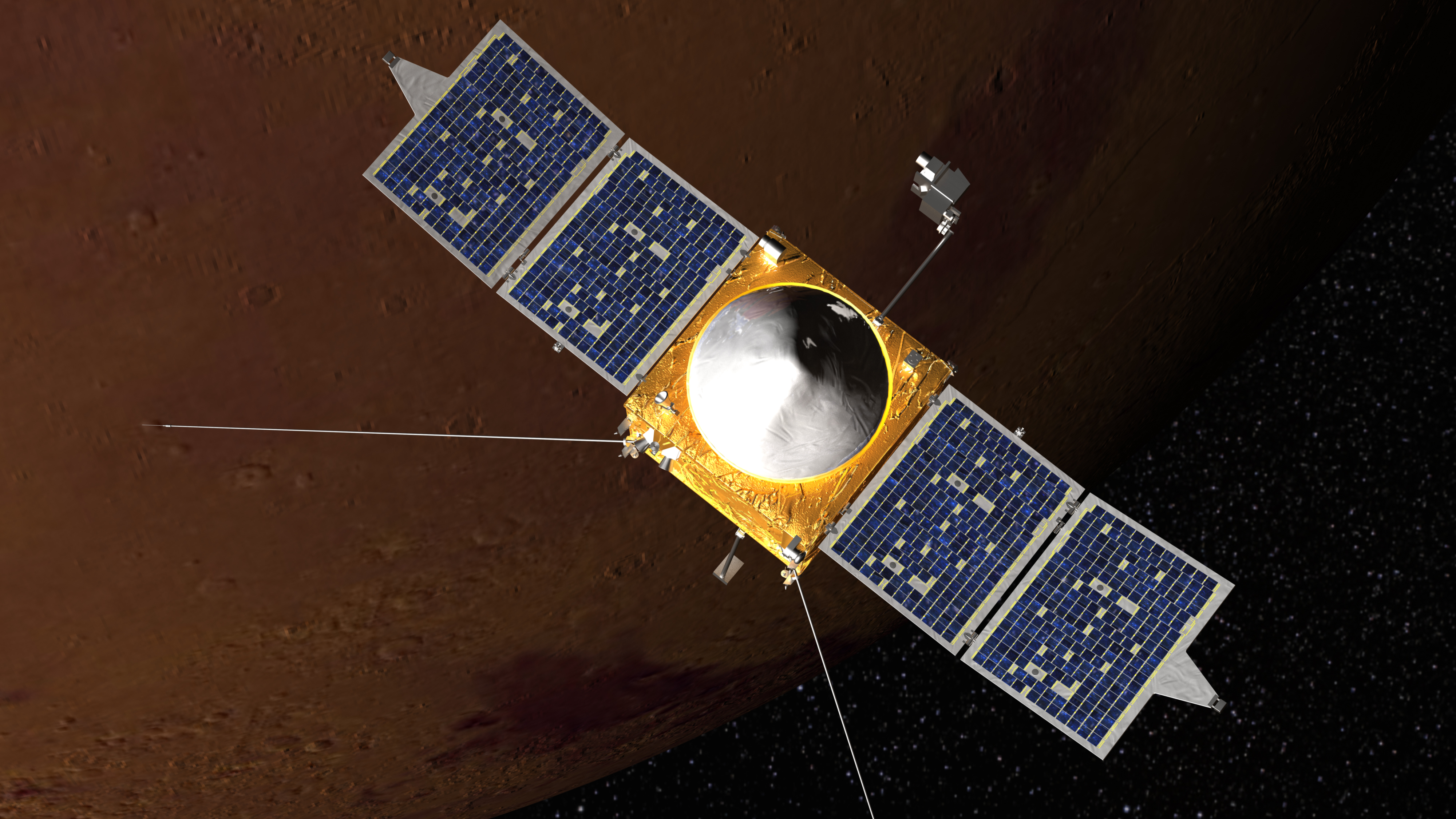
MAVEN на орбіті Марсі, зображення художника